# Rujm el-Hiri
Rujm el-Hiri (arabisk: رجم الهري, Rujm al-Hīrī; hebraisk: גִּלְגַּל רְפָאִים Gilgal Refā'īm eller Rogem Hiri) er et gammel megalit-monument, der består af koncentriske cirkler af sten med engravhøj i midten. Den ligger i den del af Golanhøjderne, som Israel har besat, omkring 16 km øst for Genesaret sø, i midten på et stort plateau, der er dækket af tusindvis af dysser.